# Santa Coloma de Ger
Santa Coloma de Ger és una església d'estil romànic modificat de Ger (Baixa Cerdanya) protegida com a Bé Cultural d'Interès Local.

## Descripció

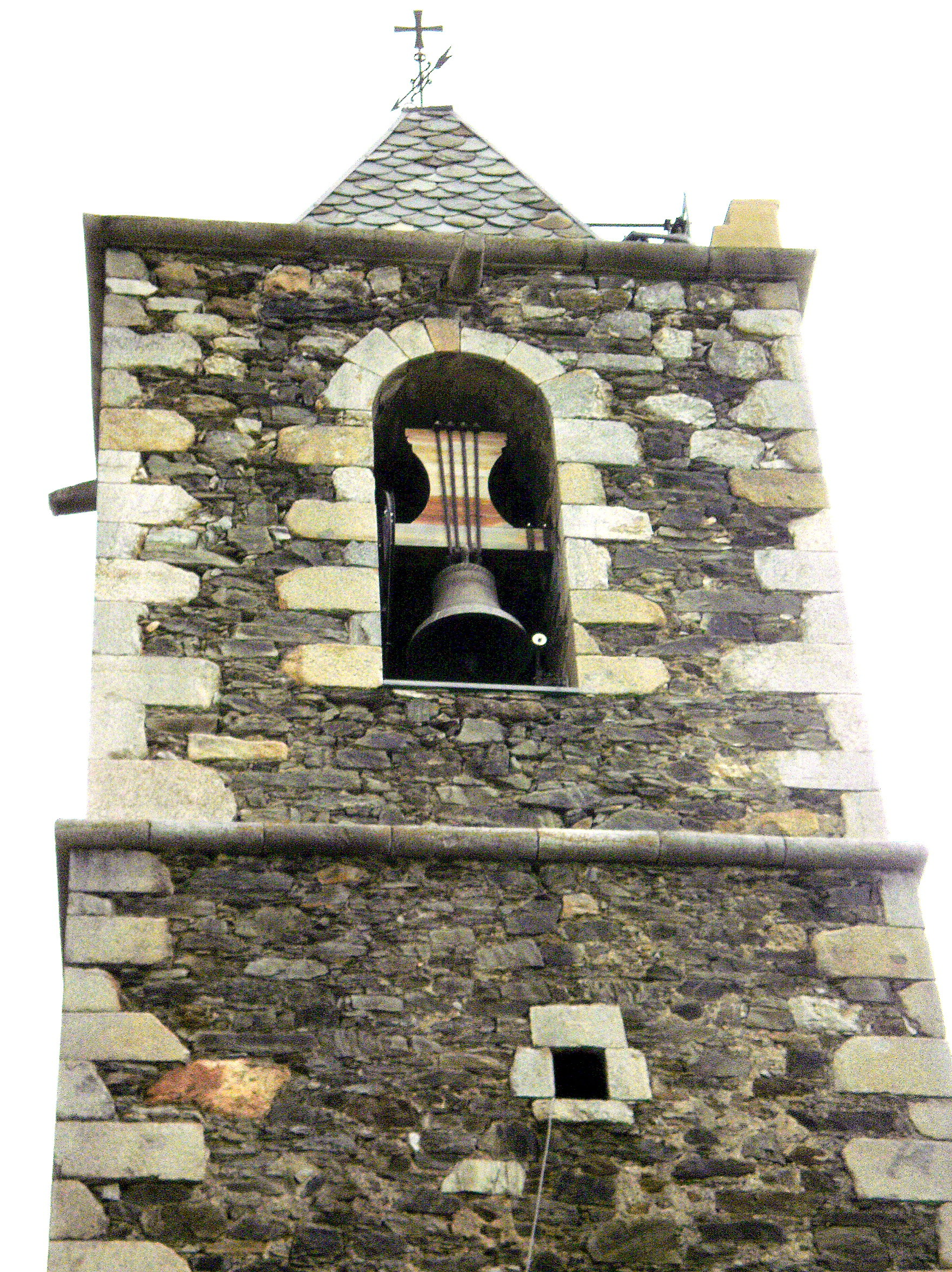
Vista de ponent del campanar

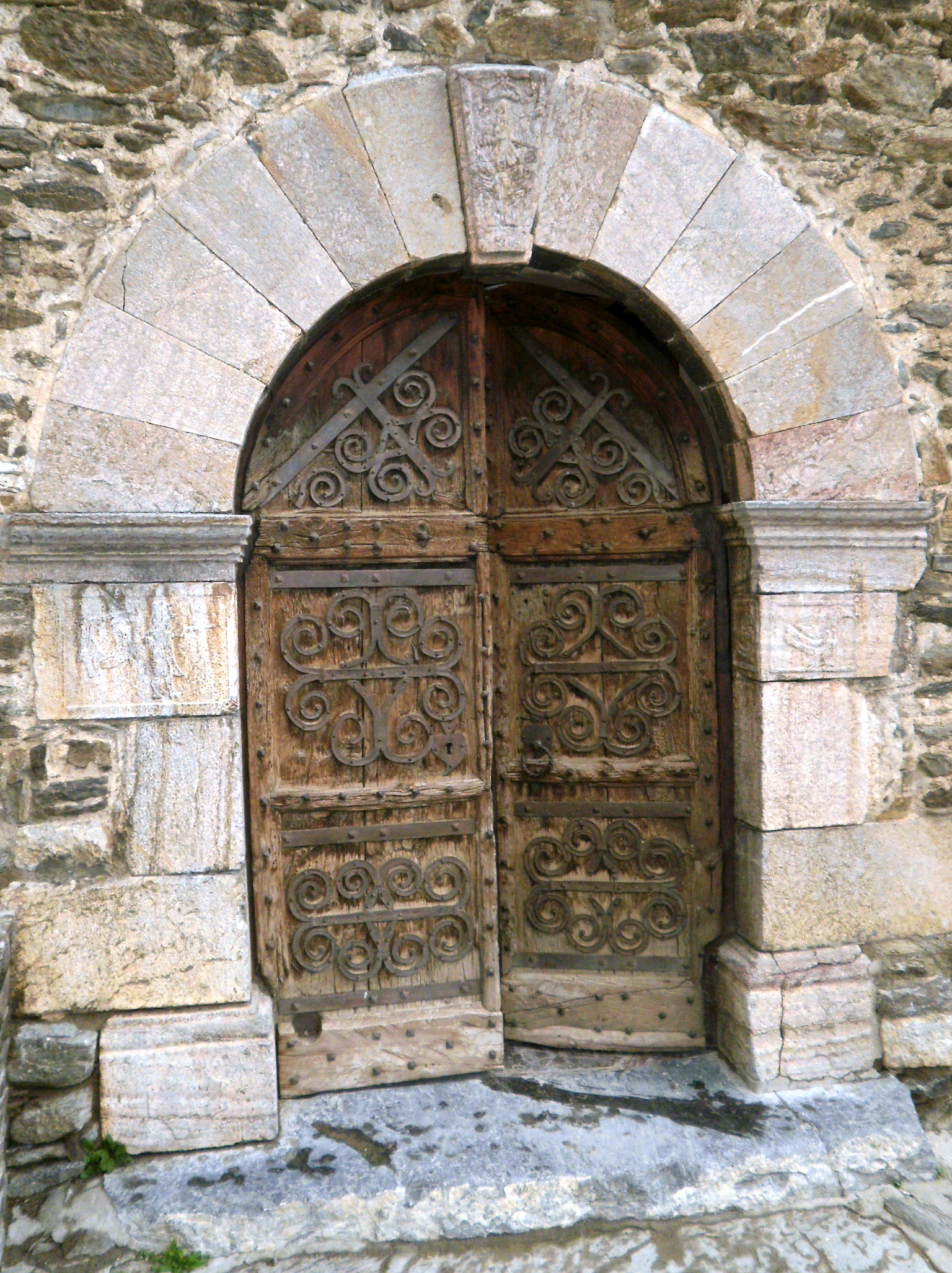
Porta ferrada de Santa Coloma

Es tracta d'un edifici completament adaptat al desnivell del terreny. De l'antiga església no en queda aparentment res. L'actual edifici consta de planta rectangular amb una nau central i dues laterals, la de migdia està afegida, en la reconstrucció que es feu el 1942/43 i és visible des de l'exterior. Construcció d'una nau amb volta de canó de tres trams, absis i cor de fusta als peus. Les tres capelles laterals del costat de l'evangeli tenen volta d'aresta. L'entrada està a ponent on es conserva l'antiga porta sobre la qual hi ha un ull de bou. A la façana s'aixeca la torre campanar de dos cossos, amb un ull a cada cara, tenia una coberta de quatre vessants , de morter lliscat, fet durant la reforma de 1943, fins al 2012 en que s'ha cobert de pissarra , com era originalment. Als peus es troba la torre campanar, de dos trams
La porta de l'església, del segle xviii, conserva un conjunt de ferramentes de la porta romànica. La població es revoltá contra la venda de la mateixa i fou situada a migdia , durant la reforma de la postgerra del 1936/39 . Retornada el seu lloc original l'any 1991.
Cadascun dels batents conserva una sèrie de tres ferros forjats en època romànica. Presenten les típiques tiges amb volutes a banda i banda, recordant una decoració floral en el seu conjunt. La part superior de la porta està decorada amb un motiu semblant. La porta està feta amb carreus escairats de marbre rosa d'Isòvol i presenta en la dovella central un relleu.
A banda i banda, en els brancals hi ha dos carreus esculturats en el de la dreta es representa un ocell que podria tenir a veure amb l'advocació a Santa Coloma i l'ocell que apareix a l'escut de la població.
En el brancal de l'esquerra es representa una figura humana i figures animals interpretats com a gossos. L'imaginari popular explica que és la reproducció de la Llegenda de "La Gossada d'en Ferran". La llegenda diu: "un diumenge de primavera, un ric propietari de Ger anomenat Ferran caçava amb els seus magnífics gossos quan de sobte sorgí una llebre. Perseguint-la passà per la vora de l'església en el moment de l'elevació de la missa: Li digueren que es detingués i adorés al Senyor, a la qual cosa ell contestà, "no em detindré mai, encara que m'ho demani el mateix Déu. En dir això el cel es tornà negre i caigué un veritable diluvi.
Diuen que les nits de tempesta els pagesos en sentir el caçador i els seus gossos, condemnats a vagar per les valls i muntanyes en una fantàstica cursa que no té fi. A la portalada nova de l'església de Ger hi ha gravats un caçador i uns gossos que diuen representar en Ferran i la seva gossada.

## Història

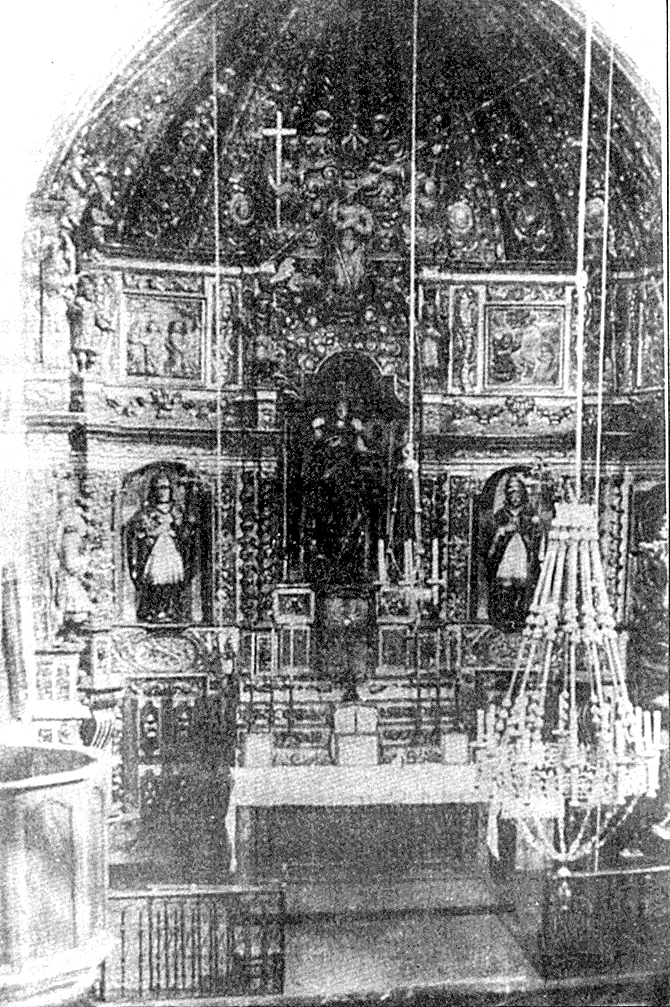
Altar barroc destruït el 1936

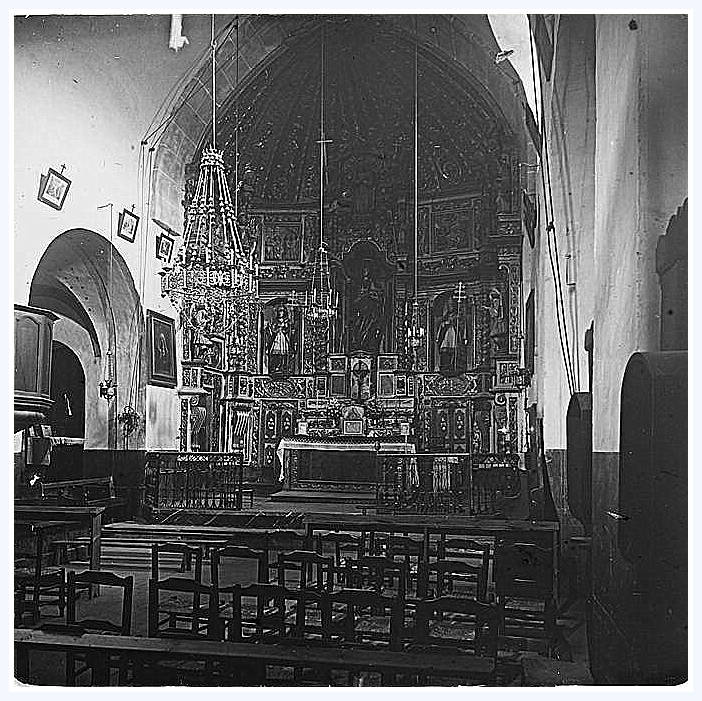
Altar barroc, fotografiat l'any 1923 i destruït l'any 1936

### Llegenda
L'imaginari popular explica que és la reproducció de la Llegenda de "La Gossada d'en Ferran". La llegenda diu: "un diumenge de primavera, un ric propietari de Ger anomenat Ferran caçava amb els seus magnífics gossos quan de sobte sorgí una llebre. Perseguint-la passà per la vora de l'església en el moment de l'elevació de la missa: Li digueren que es detingués i adorés al Senyor, a la qual cosa ell contestà, "no em detindré mai, encara que m'ho demani el mateix Déu. En dir això el cel es tornà negre i caigué un veritable diluvi. Diuen que les nits de tempesta els pagesos en sentir el caçador i els seus gossos, condemnats a vagar per les valls i muntanyes en una fantàstica cursa que no té fi.

### Edat mitjana
L'església de Santa Coloma, parròquia de Ger, és d'origen romànic però ha sofert importants transformacions i modificacions al llarg dels segles.
El primer esment de la parròquia de Ger s'ha de cercar a l'Acta de Consagració de la Catedral de la Seu d'Urgell de l'any 819 (encara que segurament redactada a finals del segle X).
L'any 1026, l'ardiaca Pons feu un llegat a Santa Coloma de Ger d'un mas que havia comprat a Baró juntament amb un graner i diverses terres. Com la majoria de parròquies del deganat de Cerdanya, fou visitada pels delegats de l'arquebisbe de Tarragona entre el 1312 i el 1314.

### Edat moderna
La porta d'ingrés a l'església situada a ponent data del 1740. La porta té unes magnífiques ferramentes, que segons els entesos la converteixen en una de les millors del Pirineu. La porta va ser construïda, amb marbre gris d'Isòvol, per suportar la porta d'origen romànic.
L'església fou completament reconstruïda al segle xviii, cap al 1.740, segons la data que figura a la clau de l'arc, de la porta de ponent, conjuntament amb una coloma. En les arrencades, de l'arc, es troben esculpits en pedra, en dos baixos relleus, la llegenda del caçador.

### Edat contemporània
Els fets de l'any 1936, van transformar en cendres la coberta i el retaule, dues campanes que es van fer servir, prèvia fosa, per fabricar munició. La façana de migdia i part de la ponent van ser derruïdes i les pedres i cantonades es van reutilitzar per a construir les escoles públiques.
En la postguerra fou restaurada, amb el sistema de prestació, és a dir que tots els veïns havien de participar, els benestants, monetàriament, i amb els seus jornals els altres.
En els anys cinquanta la família Duran, propietaris dels Grans Magatzems "El Barato" de Barcelona, van fer construir una capella lateral, amb marbre, dedicada al Sagrat Cor.
El 2012, es restaura la coberta del campanar, posant pissarra en el mateix, com era abans de 1936, es col·loca una barana a l'escala d'accés a les campanes, es reconstrueix l'estructura de coberta i es posa nova pissarra a la nau esquerra de l'església.

## Mare de Déu de Ger

Talla de la Mare de Déu de Ger.MNAC

La Mare de Déu de Ger és una talla romànica de la segona meitat del segle xii en fusta d'àlber policromada al tremp. 52,5 x 20,5 x 14,5 cm que es guarda al Museu Nacional d'Art de Catalunya a Barcelona i procedeix de l'església parroquial de Santa Coloma de Ger.
La composició del grup es caracteritza per la seva frontalitat i perquè tendeix a la simetria. D'aquesta manera, Maria apareix com a Tron de Saviesa. El mantell en forma de casulla reforça el paper de Maria com a símbol de l'Església i la corona que duia respon a la idea de reialesa.
Forma part d'un grup d'imatges de la Mare de Déu que es desenvolupa als Pirineus (especialment a la Cerdanya) i es difon pel bisbat d'Urgell.